# Лизогубова Слобода
Лизогубова Слобода́ — село в Україні, у Броварському районі Київської області. Населення становить 406 осіб станом на (2020 рік). Входить до складу Згурівської селищної  громади.
На честь Лизогубової Слободи, уродженка села, поетеса Ольга Деркач написала вірш «Колиска серця» з одноіменної збірки (2007)

Герб Лизогубів

Лизогубова Слобода!
Край козацький, душі розрадо.
Над тобою віків багато
Прошуміли, немов вода...

## Історія заснування
Засновником Лизогубової слободи був бунчуковий товариш, дипломат Лизогуб Семен Юхимович(1689 - 1734). Він з тих нечисленних представників козацької старшини, які пішли за І. Мазепою, прибули до шведів і залишались з ним до Полтавської битви. Пізніше Семен повернувся в рідні місця і був амністований, скоріше за все, через родинні стосунки з гетьманом Іваном Скоропадським. Семен Лизогуб у 1720 році купив за 100 злотих у Софії Миронів Алой ставок з гребелькою у верхів‘ях ріки Оржиці. Акт угоди затверджений у Переяславському монастирі. Наступного року універсалом гетьмана Скоропадського дозволено йому зайняти на вічне поселення землі, пасовища, починаючи від верхів'я р. Оржиці і нижче - до купленої Софіївської греблі. З 1730 року там же мала хутірець з двома дворами у своїй власності і дружина С.Лизогуба Ірина Скоропадська, дочка гетьмана. За ревізією 1723 р. тут уже мешкало у 48 хатах 83 сім'ї вільних посполитих. Землі Слободи простягалися тоді по периметру на 31 версту 424 сажні. По цій ревізії Яготин був центром козацької сотні, що складалася з 24 сіл, куди входила і Лизогубова слобода. У 1734 р. Семен Лизогуб брав участь у польському поході і загинув у місті Гродно, де його і поховали в кафедральному соборі з належною пошаною.
Генеральний опис 1765-1769 років згадує село в переліку інших козацьких сіл в складі Яготинської сотні. Після смерті Семена, його дружина Ірина Скоропадська жила в селі Андріївка, неподалік від Чернігова. Згідно опису Київського намісництва 1781 року Лизогубова Слобода відносилась до Пирятинського повіту Переяславського полку Яготинської сотні, де було сто три хати посполитих, різночинних, козацьких підсусідків та підсусідків владики. Потім Лизогубова Слобода була у власності княгині Варвари Олексіївни Рєпіної, внучки гетьмана К.Г.Розумовського. Переписом 1834 року значаться в Лизогубовій Слободі кріпості княгині В.А.Рєпіної в кількості 62 осіб, а також незалежні військові з прізвищами: Глотка, Живага, Живило, Жигаль, Молодченко, Музыченко, Панейванечко, Пивик, Телитченко і Чередниченко. Згідно "Списків населених місць Російської імперії" 1859 року в Пирятинському повіті Полтавської губернії значиться Лизогубова Слобода при річці Сухій Оржиці, що мала 160 дворів з 1205 жителями: чоловіків – 601, жінок – 604. Церкви не було. З 1886 року Лизогубова Слобода стала називатися селом, а до цього жителі Лизогубової Слободи були приписані до приходу Успенської церкви с. Оржиця. Це була найближча церква, але перебувала в Прилуцькому повіті, а сама Лизогубова Слобода - в Пирятинському. Надалі це викликало певні непорозуміння. У клірській книзі Полтавської Єпархії відомості про церкву с. Лизогубова Слобода помилково розміщені в розділі "Прилуцький повіт". Там зазначено, що Свято-Духівська церква в селі Лизогубова Слобода була побудована в 1886 році. Церква дерев'яна з дерев‘яною дзвіницею, холодна. При церкві була бібліотека. Згодом з'явилися церковнопарафіяльна школа і церковнопарафіяльне піклування. У 1902 році було 2157 прихожан: чоловіків – 1059; жінок – 1098. Священик Володимир Михайлов Заборский, дяк Григорій Миколайович Ващинський, церковний староста селянин Кіндрат Космінович Гармаш. В 1810(?) році в селі Лизогубова Слобода налічувала 119 дворів, в яких мешкало 1868 осіб. З них дорослих - 983 особи, дітей - 785.  У 1912 році в селі Лизогубівська Слобідка мешкало 2420 осіб. У 1925 село зросло до 559 дворів з 2755 жителями, а в 1930 році нараховувалось 594 двори, але громада зменшилась і нараховувала 1545 осіб.

## Персоналії
- Лизогуб Семен Юхимович —(1689—1734) — український військовий діяч та дипломат доби Гетьманщини. Онук Гетьмана Петра Дорошенка, зять Гетьмана Івана Скоропадського, прапрадід по матері письменника Миколи Гоголя, батько Семена Семеновича Лизогуба.
- Лизогуб Семен Семенович —(1708—1781) — український шляхтич, дослідник і благодійник, прадід письменника Миколи Гоголя
- Гета Гордій Ілларионович —народився в 1904 році в селі Лизогубова Слобода. Герой Соціалістичної Праці. Удостоєний звання у 1948 році.
- Гета Марія Іванівна —народилася в селі Лизогубова Слобода. Ланкова Червоноармійського бурякорадгоспу Згурівського району. У 1947 році була удостоєна звання Героя Соціалістичної Праці за високі трудові досягнення.